# Saltus
Saltus is een Poolse blackmetalband. De teksten gaan over het Slavische heidendom en zijn vervuld van haat jegens vreemde invloeden op de Slavische cultuur (in het bijzonder het christendom). Het woord saltus is Latijn voor "sprong".
De band is gestart in 1997 en bestaat uit Bithorn, Darek, Sokaris en Aldaron.
In 1997 kwam de demotape Inexploratus Saltus uit. Daarna wisselden de bandleden elkaar voortdurend af. In 1999 werd de donkere cd Slowianska Duma ("Slavische Trots") opgenomen.